# Der Evangelimann
Pour les articles homonymes, voir Der Evangelimann (film).
Personnages
- Friedrich Engel, soignant et justiciar de l'abbaye de St. Othmar (basse)
- Martha Engel, sa nièce et pupille (soprano)
- Magdalena, son amie (contralto)
- Johannes Freudhofer, professeur de St. Othmar (baryton)
- Mathias Freudhofer, son jeune frère, copieur de l'abbaye (ténor)
- Zitterbart, un tailleur (ténor)
- Schnappauf, l'armurier (basse)
- Aibler, un vieil habitant (basse)
- Frau Aibler, son épouse (mezzosoprano)
- Hans, un paysan (ténor)
- Un veilleur de nuit (ténor)
- Une collectrice de chiffons (mezzosoprano)

Der Evangelimann (L'Évangéliste) est un opéra de Wilhelm Kienzl basé sur un livret dont il est l'auteur.

## Argument
Premier acte
Après la none à Saint-Othmar, le couple secret Martha et Mathias quittent joyeusement l'église, ce que le frère de Mathias, Johannes, observe avec envie. Johannes attend que le gardien de Martha, Friedrich Engel, apparaisse et trahisse le bonheur amoureux des deux. En conséquence, Friedrich Engel va confronter Mathias, un copiste, qui ne mérite rien. Malgré ses protestations, il chasse Mathias. Johannes essaie d'utiliser cette opportunité pour s'approcher de Martha, mais est rejeté. La soirée approche et les habitants sont attirés par l'auberge.
Mathias demande à Magdalena de faire entrer Martha dans le jardin une heure avant minuit. Pendant ce temps, les habitants s'amusent. Martha et Mathias se retrouvent et se promettent une fidélité éternelle. Mais Johannes les harcèle de nouveau. Bientôt, la fumée monte. Le gardien de nuit donne l'alarme. Mathias veut intervenir, mais le gardien l'accuse d'avoir mis le feu. Martha s'effondre.
Deuxième acte
Trente ans plus tard, dans une arrière-cour viennoise typique avec des enfants qui jouent. Magdalena se souvient avec nostalgie de ses beaux jours de jeunesse. Un évangéliste apparaît et enseigne la Bible. Les enfants essaient de chanter après lui. Quand il demande de l'eau à Magdalena, elle le reconnaît comme étant Mathias Freudhofer. Il raconte ses souffrances d'homme innocent, ses vingt ans d'emprisonnement et le désespoir de Martha, qui l'ont amenée à chercher la mort sur le Danube. Magdalena le presse de revenir bientôt pour réconforter un malade.
Le patient est Johannes. Son corps et son esprit sont tourmentés par la douleur. Mais il veut emporter son secret dans la tombe. Là, il entend la chanson de l'évangéliste dehors. Il demande à Magdalena de le faire monter. Lorsqu'il apparaît, Johannes prend confiance en l'étranger et confesse son acte. Les frères se reconnaissent et Johannes mourant demande pardon. Après une dure lutte intérieure, Mathias lui pardonne. Johannes meurt. Dehors, les enfants chantent: Heureux ceux qui souffrent de la persécution pour la justice, car le royaume des cieux leur appartient.

## Histoire
Le personnage de l'évangéliste est un personnage des cours d'immeubles de Vienne qui vient les samedis ou les dimanches et jours fériés lire la Bible et recevoir quelques kreuzers.
Wilhelm Kienzl s'inspire de la nouvelle du même nom de Leopold Florian Meissner qui présente cette histoire comme vraie. À la fin du XXe siècle, Viktor Redtenbacher découvre le contexte réel et dévoile le récit de Meissner en tant que fiction, qui s'appuie toutefois sur quelques faits prouvés. Dans le Hellerhof, dans la paroisse de Paudorf, près de Göttweig, en Basse-Autriche, un incendie se déclare en 1812, vraisemblablement allumé par un frère d'Engelbert Schwertfeger, futur abbé de Göttweig. Personne n'est poursuivi pour incendie criminel ni condamné. Ce feu n'est pas non plus un feu catastrophique, qui affecte tout un lieu, mais seulement un feu de botte de foin avec un peu de dégâts matériels.
L'opéra est créé à Berlin (Neues Königliches Opernhaus Berlin) le 4 mai 1895 et remporte un grand succès. Il est tout de suite joué dans les pays germanophones et à l'étranger, mais est rarement joué après la Première Guerre mondiale. Des chefs d'orchestre fameux comme Felix Mottl, Gustav Mahler, Franz Schalk et Richard Strauss le dirigent et le rôle-titre de l'évangéliste Mathias est chanté par d'éminents ténors. Raoul Walter est applaudi  à Munich. Le 17 janvier 1927, Kienzl fête son soixante-dixième anniversaire en le dirigeant à l'Opéra d'État de Vienne, avec Lotte Lehmann et Richard Tauber dans les rôles principaux. L'opéra est interprété aussi par Hermann Wiedemann, Bella Paalen et Franz Markhoff. Une des rares représentations a lieu à Vienne en 1945 avec Rosette Anday, Alfred Jerger, Gertrud Burgsthaler-Schuster et Sena Jurinac. Selig sind, die Verfolgung leiden est interprétée à la radio par Peter Anders, Nicolai Gedda, Joseph Schmidt, Richard Tauber, Fritz Wunderlich et Rudolf Schock.

## Adaptations
- Der Evangelimann, un film dramatique muet allemand écrit et réalisé par Holger-Madsen et sorti en 1924.

## Source de la traduction
- (de) Cet article est partiellement ou en totalité issu de l’article de Wikipédia en allemand intitulé « Der Evangelimann » (voir la liste des auteurs).